# Mamallapuram
Mamallapuram là một thị xã panchayat của quận Kancheepuram thuộc bang Tamil Nadu, Ấn Độ.

## Địa lý
Mamallapuram có vị trí 12°38′B 80°10′Đ / 12,63°B 80,17°Đ Nó có độ cao trung bình là 12 mét (39 feet).

## Nhân khẩu
Theo điều tra dân số năm 2001 của Ấn Độ, Mamallapuram có dân số 12.049 người. Phái nam chiếm 52% tổng số dân và phái nữ chiếm 48%. Mamallapuram có tỷ lệ 74% biết đọc biết viết, cao hơn tỷ lệ trung bình toàn quốc là 59,5%: tỷ lệ cho phái nam là 82%, và tỷ lệ cho phái nữ là 66%. Tại Mamallapuram, 12% dân số nhỏ hơn 6 tuổi.